# Lindelofia stylosa
Lindelofia stylosa là loài thực vật có hoa trong họ Mồ hôi. Loài này được (Kar. & Kir.) Brand mô tả khoa học đầu tiên năm 1921.